# Лоймулохі

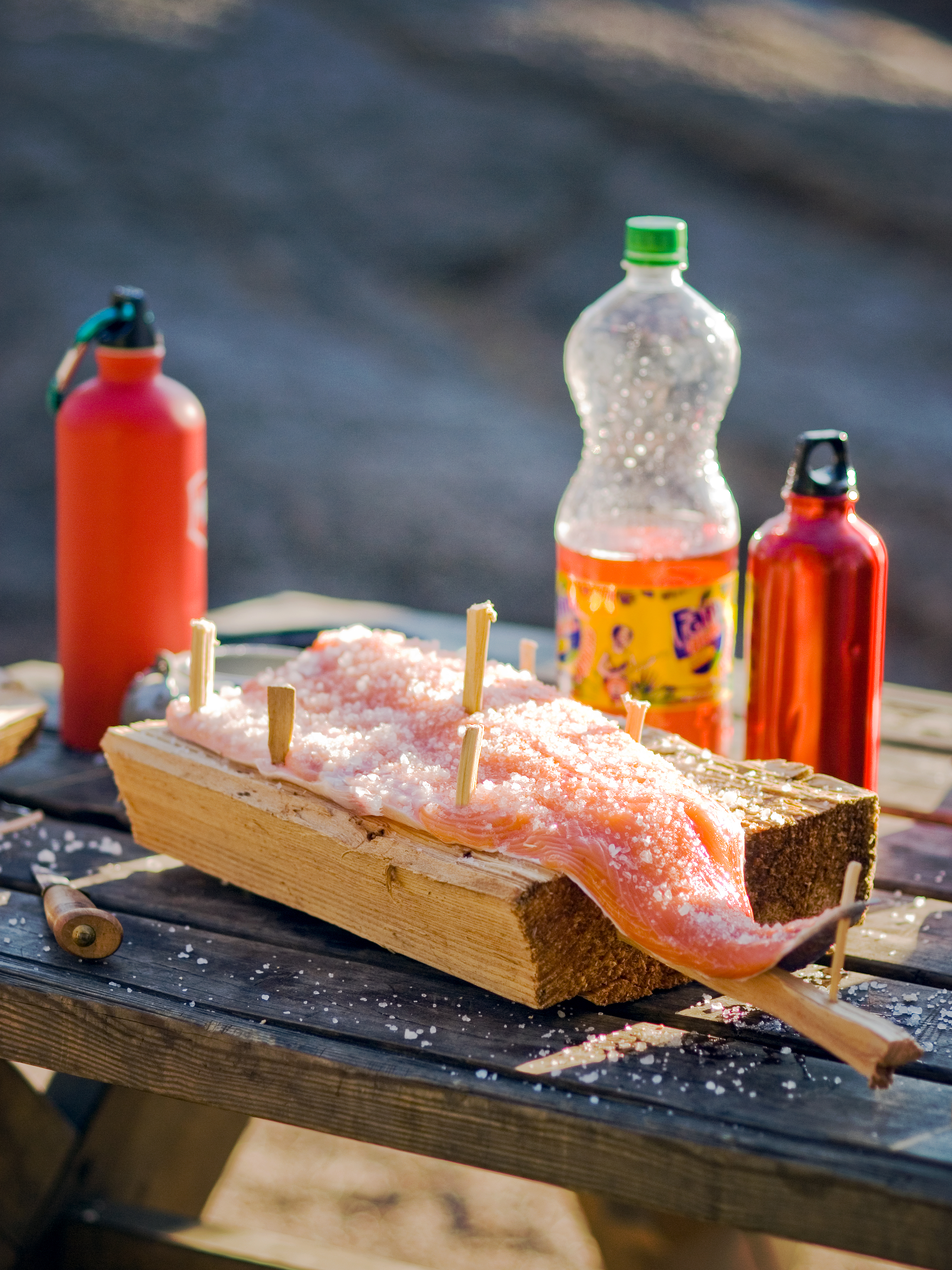
Райдужна форель, прибита до дошки за допомогою дерев'яних цвяхів, готова до приготування.

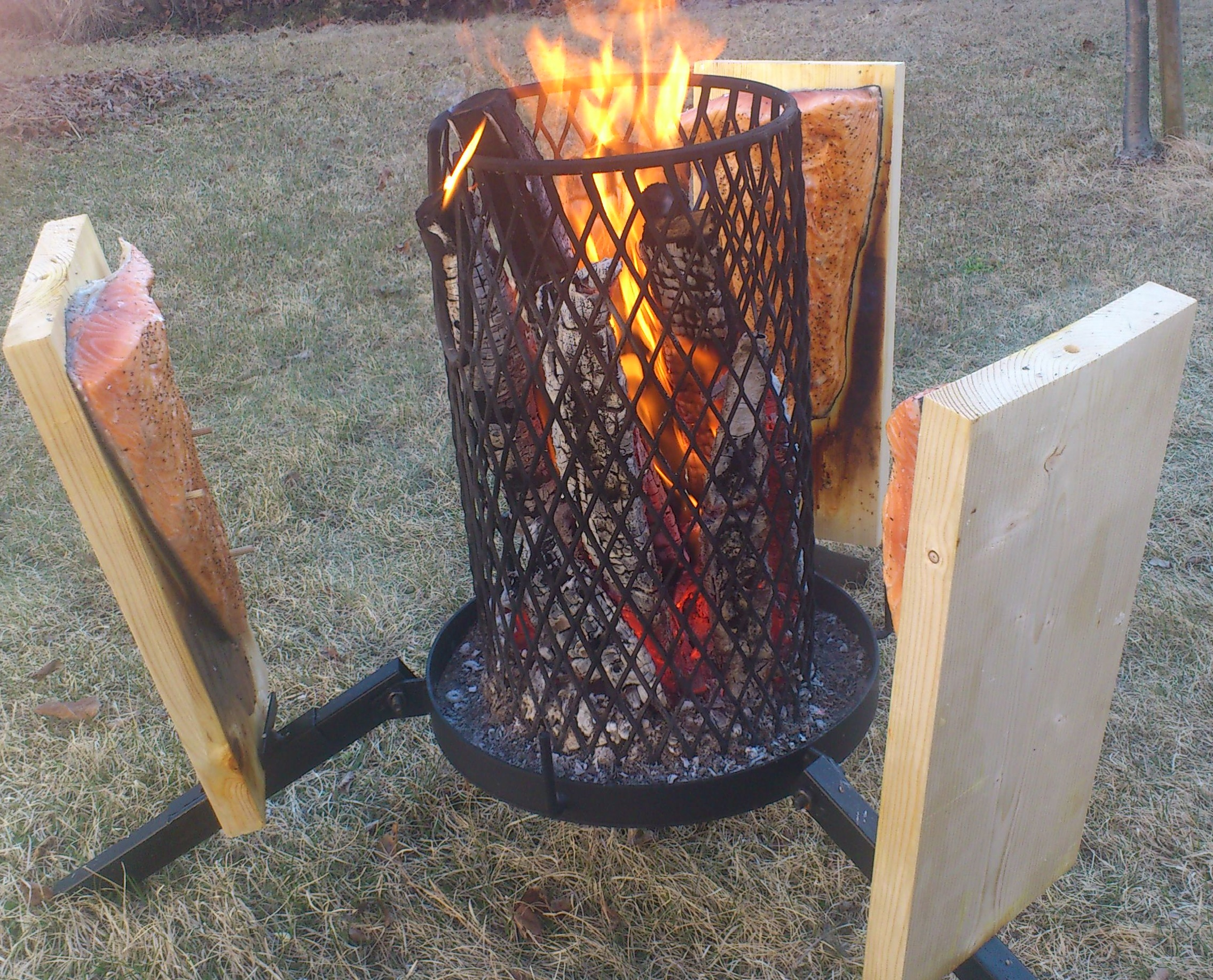
Лосось, що готується

Лоймулохі (фін. Loimulohi або loimutettu lohi, дослівно «палаючий лосось») — фінська рибна страва або спосіб приготування, при якому лосось (або райдужна форель) прибивається до дошки дерев'яними кілочками і готується над жаром відкритого вогню. Дерев'яні кілочки використовуються замість звичайних цвяхів, тому що при використанні звичайні цвяхи можуть занадто нагрітися та підсмажити м'ясо навколо них, або риба може впасти на землю. Дошки розташовуються біля вогню вертикально та під кутом. Лоймулохі також подається як вулична їжа.